# 人猿星球 (电视剧)
《人猿星球》（英語：Planet of the Apes)，1974年在哥伦比亚广播公司（CBS）播出的美国科幻电视连续剧，由罗迪·麦克道尔、罗恩·哈珀、詹姆斯·诺顿和马克·莱纳德主演，改编自1968年的同名电影及其续集，而续集则改编自皮埃尔·布勒1963年的小说《人猿星球》。